# Willebrord Snel van Royen
Willebrord Snel van Royen   (Leiden, 13 de juny de 1580 - Leiden, 30 d'octubre de 1626), conegut simplement com a Snel, Snellius o Snell, fou un astrònom i matemàtic neerlandès. El seu nom s'ha associat a la llei de refracció de la llum durant uns quants segles, però és sabut que aquesta llei fou descoberta primer per Ibn Sahl en 984. La mateixa llei també fou investigada per Ptolemeu i en l'edat mitjana per Witelo, però a causa de manca d'instruments matemàtics adequats (funcions trigonomètriques) els seus resultats es registraren com a taules i no pas com funcions.

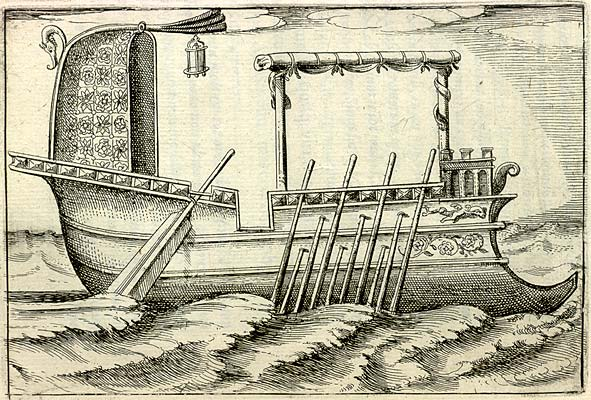
Una imatge de Tiphys Batavus.

Willebrord Snellius succeí el seu pare, Rudolph Snel van Royen (1546-1613), el 1613 com a professor de matemàtiques a la Universitat de Leiden. El 1615 planejà i posà a prova un nou mètode per trobar el radi de la Terra, determinant la distància d'un punt a la seva superfície de la paral·lela de latitud d'un altre, per mitjà de la triangulació. El seu treball Eratosthenes Batavus ("L'Eratòstenes holandès"), publicada el 1617, descriu el mètode i dona el resultat de les seves operacions entre Alkmaar i Bergen op Zoom (dues ciutats separades per un grau de meridià) d'una distància rectilínia de 117.449 iardes (107,395 km). La distància real és aproximadament 111 km. Snellius fou també un matemàtic distingit, produint un nou mètode per calcular el nombre π la primera millora des de temps antics. Redescobrí la llei de refracció el 1621.
A més de Eratosthenes Batavus, publicà Cyclometria sive de circuli dimensione (1621), i Tiphys Batavus (1624). També edità Coeli et siderum in eo errantium observationes Hassiacae (1618), contenint les observacions astronòmiques del landgravi Guillem el Savi de Hessen. Un any després de la seva mort fou publicada una trigonometria creada per Snellius (Doctrina triangulorum).
El cràter lunar Snellius fou anomenat en el seu honor.

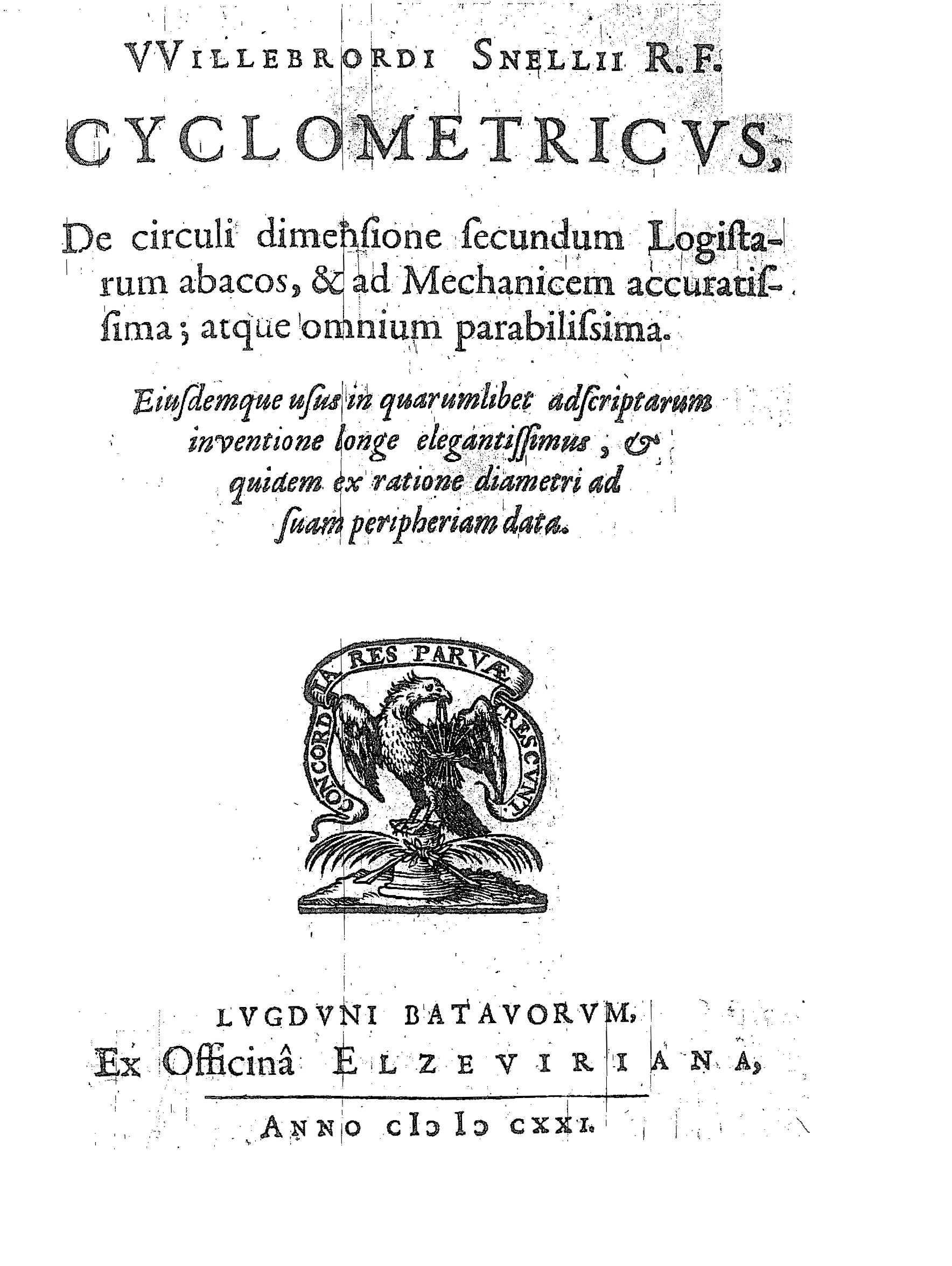
Cyclometricus, 1621